# アドミラブル
アドミラブル（欧字名:Admirable、2014年3月23日 - ）は、日本の競走馬、種牡馬。主な勝ち鞍に2017年の青葉賞。

## 戦績

### デビュー前
2014年3月23日、北海道安平町のノーザンファームで誕生。幼駒時代のアドミラブルについて、後に管理する音無秀孝は「生まれてすぐに見たときからGI馬になると思っていたんだよ。馬体が雄大で、ディープインパクトの子供らしくバネがある柔らかい走りをしていたね」と振り返っている。ノーザンファーム空港牧場のR厩舎での育成時代も評価は極めて高かった。同厩舎には後に対戦するスワーヴリチャードもいた。

### 2歳（2016年）
9月25日の新馬戦で松若風馬を鞍上にデビューするが、全くいいところがないまま10頭立ての9着と大敗する。その原因となった喘鳴症の手術のため、ノーザンファーム空港牧場へと戻された。

### 3歳（2017年）
喉の手術は成功し、本来の能力が発揮されるようになる。3月5日の未勝利戦で復帰すると、新馬からは一変した走りで圧勝。勝ち時計1分45秒8は当日に同条件で行われた古馬オープンの大阪城ステークス（1分47秒1）より1秒3も速かった。続くアザレア賞(500万下)でも向正面から進出を開始すると、最後は余裕の手応えで3馬身差で勝利する。このレースからコンビを組んだミルコ・デムーロも、レース後「メチャ強いですね」と興奮気味に語った。単勝1.5倍の断然人気に推された青葉賞(GII)では、序盤は最後方に待機して徐々に進出を開始。直線では一気に先頭に躍り出て、最後は物見をしながらも2着ベストアプローチに2馬身半差の完勝で重賞初制覇を飾った。勝ち時計2分23秒6はレースレコードであった。
迎えた東京優駿(GI)では不利とされる大外18番枠に入るが、3連勝の内容が高く評価され、皐月賞(GI)上位組を抑えて単勝1番人気（3.4倍）に支持された。しかし、レースは極端な超スローペースとなり、後方から大外を回らされる苦しい展開となる。ラストはメンバー中最速の上がり3F33秒3の末脚で猛然と追い込むも、先に抜け出したレイデオロ、スワーヴリチャードには及ばず、3着に敗退した。秋は雪辱を期して神戸新聞杯(GII)から菊花賞(GI)に向かうプランが発表されていたが、8月上旬に放牧先のノーザンファームで脚部不安を発症していることが判明。同月16日に2018年秋の復帰を目指して休養に入ることが発表された。

### 5歳（2019年）
5月4日のメトロポリタンステークスで約2年ぶりの出走が予定されていたが、4月3日の栗東トレセン内でのゲート練習中に腸骨を骨折。全治9ヶ月と診断され、復帰することなく10月27日に競走馬登録を抹消され、引退後はイーストスタッドで種牡馬となる。

## 競走成績
以下の内容は、netkeiba.comの情報に基づく。
| 競走日     | 競馬場 | 競走名     | 格      | 距離（馬場）  | 頭 数 | 枠 番 | 馬 番 | オッズ （人気） | 着順 | タイム （上がり3F） | 着差 | 騎手        | 斤量 [kg] | 1着馬（2着馬）         | 馬体重 [kg] |
| ---------- | ------ | ---------- | ------- | ------------- | ----- | ----- | ----- | --------------- | ---- | ------------------- | ---- | ----------- | --------- | ---------------------- | ----------- |
| 2016.09.25 | 阪神   | 2歳新馬    |         | 芝1800m（良） | 10    | 5     | 5     | 011.30（4人）   | 09着 | R1:50.0（35.9）     | -2.2 | 0松若風馬   | 54        | ムーヴザワールド       | 520         |
| 2017.03.05 | 阪神   | 3歳未勝利  |         | 芝1800m（良） | 15    | 4     | 6     | 005.40（2人）   | 01着 | R1:45.8（34.0）     | -0.4 | 0松若風馬   | 56        | メルヴィンカズマ       | 514         |
| 0000.04.01 | 阪神   | アザレア賞 | 500万下 | 芝2400m（稍） | 8     | 3     | 3     | 001.90（1人）   | 01着 | R2.30.0（33.5）     | -0.5 | 0M.デムーロ | 56        | （アドマイヤロブソン） | 514         |
| 0000.04.29 | 東京   | 青葉賞     | GII     | 芝2400m（良） | 12    | 7     | 10    | 001.50（1人）   | 01着 | R2:23.6（34.6）     | -0.4 | 0M.デムーロ | 56        | （ベストアプローチ）   | 510         |
| 0000.05.28 | 東京   | 東京優駿   | GI      | 芝2400m（良） | 18    | 8     | 18    | 003.40（1人）   | 03着 | R2:27.2（33.3）     | -0.3 | 0M.デムーロ | 57        | レイデオロ             | 514         |

## 種牡馬時代
現役引退後は北海道浦河町のイーストスタッドで種牡馬となる。
2023年9月9日、阪神5R新馬戦をメイショウサチダケが勝利して産駒のJRA初勝利を挙げた。
2024年6月30日、パラダイスリズムが盛岡競馬場のサファイア賞を制して重賞初勝利を挙げた。

## 血統表
| アドミラブルの血統              | アドミラブルの血統                                     | アドミラブルの血統                                     | （血統表の出典）                                       | （血統表の出典） |
| 父系                            | サンデーサイレンス系                                   | サンデーサイレンス系                                   | サンデーサイレンス系                                   | [ § 2 ]          |
| 父 ディープインパクト 2002 鹿毛 | 父の父*サンデーサイレンス Sunday Silence 1986 青鹿毛   | Halo                                                   | Hail to Reason                                         | Hail to Reason   |
| 父 ディープインパクト 2002 鹿毛 | 父の父*サンデーサイレンス Sunday Silence 1986 青鹿毛   | Halo                                                   | Cosmah                                                 |                  |
| 父 ディープインパクト 2002 鹿毛 | 父の父*サンデーサイレンス Sunday Silence 1986 青鹿毛   | Wishing Well                                           | Understanding                                          | Understanding    |
| 父 ディープインパクト 2002 鹿毛 | 父の父*サンデーサイレンス Sunday Silence 1986 青鹿毛   | Wishing Well                                           | Mountain Flower                                        |                  |
| 父 ディープインパクト 2002 鹿毛 | 父の母*ウインドインハーヘア 1991 鹿毛                  | Alzao                                                  | Lyphard                                                | Lyphard          |
| 父 ディープインパクト 2002 鹿毛 | 父の母*ウインドインハーヘア 1991 鹿毛                  | Alzao                                                  | Lady Rebecca                                           |                  |
| 父 ディープインパクト 2002 鹿毛 | 父の母*ウインドインハーヘア 1991 鹿毛                  | Burghclere                                             | Busted                                                 | Busted           |
| 父 ディープインパクト 2002 鹿毛 | 父の母*ウインドインハーヘア 1991 鹿毛                  | Burghclere                                             | Highclere                                              |                  |
| 母 スカーレット 2005 鹿毛       | 母の父*シンボリクリスエス 1999 黒鹿毛                  | Kris S.                                                | Roberto                                                | Roberto          |
| 母 スカーレット 2005 鹿毛       | 母の父*シンボリクリスエス 1999 黒鹿毛                  | Kris S.                                                | Sharp Queen                                            |                  |
| 母 スカーレット 2005 鹿毛       | 母の父*シンボリクリスエス 1999 黒鹿毛                  | Tee Kay                                                | Gold Meridian                                          | Gold Meridian    |
| 母 スカーレット 2005 鹿毛       | 母の父*シンボリクリスエス 1999 黒鹿毛                  | Tee Kay                                                | Tri Argo                                               |                  |
| 母 スカーレット 2005 鹿毛       | 母の母グレースアドマイヤ 1994 鹿毛                     | *トニービン                                            | *カンパラ                                              | *カンパラ        |
| 母 スカーレット 2005 鹿毛       | 母の母グレースアドマイヤ 1994 鹿毛                     | *トニービン                                            | Severn Bridge                                          |                  |
| 母 スカーレット 2005 鹿毛       | 母の母グレースアドマイヤ 1994 鹿毛                     | *バレークイーン                                        | Sadler's Wells                                         | Sadler's Wells   |
| 母 スカーレット 2005 鹿毛       | 母の母グレースアドマイヤ 1994 鹿毛                     | *バレークイーン                                        | Sun Princess                                           |                  |
| 母系(F-No.)                     | バレークイーン系(FN:1-l)                               | バレークイーン系(FN:1-l)                               | バレークイーン系(FN:1-l)                               | [ § 3 ]          |
| 5代内の近親交配                 | Hail to Reason 4×5＝9.38％、Northern Dancer 5×5＝6.25% | Hail to Reason 4×5＝9.38％、Northern Dancer 5×5＝6.25% | Hail to Reason 4×5＝9.38％、Northern Dancer 5×5＝6.25% | [ § 4 ]          |
| 出典                            | 1. 2. 3. 4.                                            | 1. 2. 3. 4.                                            | 1. 2. 3. 4.                                            | 1. 2. 3. 4.      |

- 半妹エスポワール（父オルフェーヴル）の産駒に2025年ギヨームドルナノ賞（仏G2）勝ち馬のアロヒアリイがいる。
- 母スカーレット（不出走）の半兄にリンカーン、ヴィクトリーなどがいる[14]。
- 3代母バレークイーンから連なる牝系には活躍馬が多数[14]。